# Anagrus similis
Anagrus similis är en stekelart som beskrevs av Soyka 1956. Anagrus similis ingår i släktet Anagrus och familjen dvärgsteklar. Inga underarter finns listade i Catalogue of Life.